# Laurel Clark

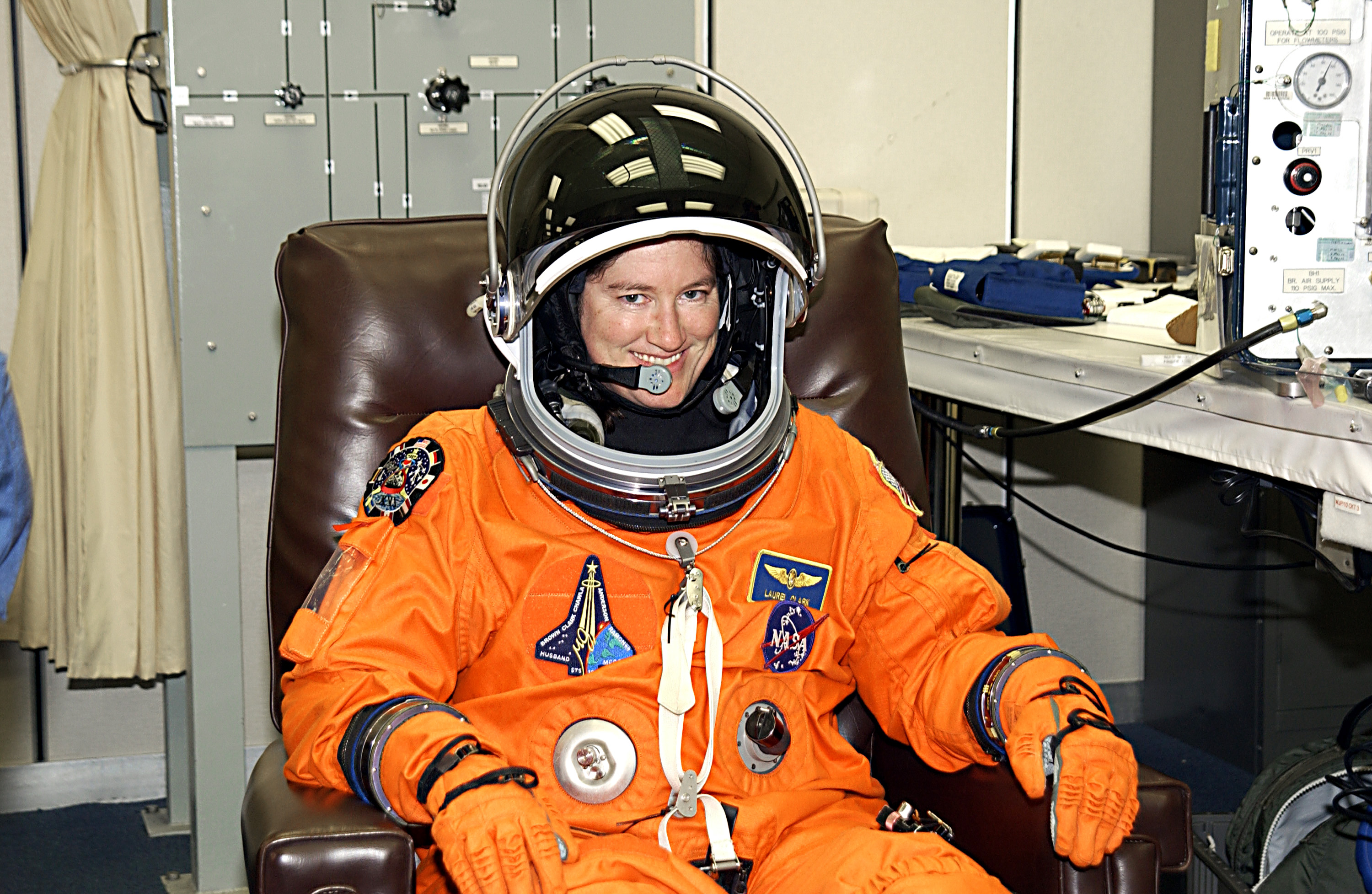
Laurel Clark podczas przygotowań do misji STS-107

Laurel Blair Clark, z d. Salton (ur. 10 marca 1961 w Ames, zginęła 1 lutego 2003 podczas powrotu na Ziemię wahadłowca Columbia) – amerykańska astronautka, lekarz, komandor United States Navy.

## Wykształcenie i służba wojskowa
- 1979 – ukończyła William Horlick High School w Racine w stanie Wisconsin.
- 1983 – uzyskała licencjat z zoologii na University of Wisconsin-Madison.
- 1987–1988 – na tej samej uczelni po ukończeniu studiów medycznych otrzymała tytuł lekarza. Jeszcze podczas studiów, w marcu 1987, odbyła szkolenie w Zakładzie Medycyny Podwodnej (Diving Medicine Departament) należącym do Eksperymentalnej Jednostki Nurków Marynarki Wojennej Stanów Zjednoczonych (United States Navy Experimental Diving Unit). W 1988 ukończyła roczne studia podyplomowe z zakresu pediatrii w National Naval Medical Center w Bethesda.
- 1989–1991 – w 1989 odbyła szkolenie specjalistyczne w zakresie medycyny podwodnej (m.in. dla oficerów medycznych-nurków) w Naval Undersea Medical Institute w Groton oraz Naval Diving and Salvage Training Center w Panama City na Florydzie. Następnie rozpoczęła czynną służbę wojskową, otrzymując powołanie na funkcję szefa Oddziału Medycznego 14. eskadry okrętów podwodnych (Submarine Squadron 14 Medical Department Head) w Holy Loch w Szkocji. W tym czasie także schodziła pod wodę wraz z płetwonurkami z US Navy oraz SEALs, uczestnicząc w akcjach podejmowania chorych lub poszkodowanych z jednostek podwodnych.
- 1991–1996 – w 1991 przeszła półroczne szkolenie specjalistyczne w Instytucie Medycyny Lotniczej Marynarki Wojennej (Naval Aerospace Medical Institute) w Pensacola, otrzymując status lotniczego lekarza marynarki wojennej (flight surgeon) i w tym charakterze otrzymała przydział do 211. morskiej eskadry szturmowej (Marine Attack Squadron 211), wyposażonej w samoloty AV-8B Harrier II i stacjonującej w bazie w Yumie. Później w ramach tego samego zgrupowania lotniczego awansowała na funkcję szefa lekarzy 13. morskiej grupy lotniczej (Marine Aircraft Group 13). Następnie – do czasu przejścia do NASA – służyła w 86. eskadrze szkolnej (Training Squadron 86) w bazie Pensacola na Florydzie.

## Praca w NASA i kariera astronautki
- 1996–2000 – 1 maja 1996 została zakwalifikowana do szesnastej grupy astronautów NASA, a w sierpniu rozpoczęła zajęcia w Centrum Lotów Kosmicznych im. Lyndona B. Johnsona (JSC) w Houston. Po zakończeniu dwuletniego szkolenia podstawowego uzyskała uprawnienia specjalisty misji. Od 1997 do 2000 pracowała w dziale ds. przestrzeni ładunkowej i mieszkalnej wahadłowca (Payloads/Habitability Branch) w Biurze Astronautów NASA. 28 września 2000 została powołana do załogi STS-107 w charakterze specjalisty misji.
- 2003 – 16 stycznia poleciała w kosmos na pokładzie wahadłowca Columbia, którym dowodził Rick Husband. Załogę wyprawy STS -107 tworzyli ponadto: William McCool – pilot wahadłowca oraz David Brown, Michael P. Anderson, Kalpana Chawla i astronauta izraelski Ilan Ramon – specjaliści misji. Podczas blisko szesnastodniowej misji astronauci przeprowadzili 82 eksperymenty biologiczne, geofizyczne, technologiczne i fizyczne. 1 lutego podczas powrotu Columbii na Ziemię wahadłowiec rozpadł się w powietrzu. Śmierć ponieśli wszyscy uczestnicy lotu. Clark została pochowana na Cmentarzu Narodowym w Arlington, podobnie jak jej dwóch kolegów z załogi – David Brown i Michael P. Anderson.

## Rodzina
Była żoną Jonathana Clarka, lekarza lotniczego pracującego w NASA. Owocem ich związku jest syn – Iain.

## Odznaczenia
- Naval Astronaut Wings
- Naval Flight Surgeon Badge
- Navy Diving Medical Officer Insignia
- Submarine Medical Insignia
- Defense Distinguished Service Medal – pośmiertnie
- Navy and Marine Corps Commendation Medal – trzykrotnie
- National Defense Service Medal
- Overseas Service Ribbon
- Congressional Space Medal of Honor – pośmiertnie
- NASA Distinguished Service Medal – pośmiertnie
- NASA Space Flight Medal – pośmiertnie
- Universal Astronaut Insignia za lot orbitalny (nr 429, pośmiertnie) – Stowarzyszenie Uczestników Lotów Kosmicznych (Association of Space Explorers(inne języki))[1]

## Dane lotu
| Lot kosmiczny, w którym uczestniczyła Laurel B. Clark              | Lot kosmiczny, w którym uczestniczyła Laurel B. Clark                                    | Lot kosmiczny, w którym uczestniczyła Laurel B. Clark | Lot kosmiczny, w którym uczestniczyła Laurel B. Clark | Lot kosmiczny, w którym uczestniczyła Laurel B. Clark | Lot kosmiczny, w którym uczestniczyła Laurel B. Clark | Lot kosmiczny, w którym uczestniczyła Laurel B. Clark |
| Data startu                                                        | Data lądowania                                                                           | Statek kosmiczny                                      | Funkcja                                               | Czas trwania                                          |                                                       |                                                       |
| ------------------------------------------------------------------ | ---------------------------------------------------------------------------------------- | ----------------------------------------------------- | ----------------------------------------------------- | ----------------------------------------------------- | ----------------------------------------------------- | ----------------------------------------------------- |
| 16 stycznia 2003                                                   | 1 lutego 2003 Podczas powrotu na Ziemię wahadłowiec wskutek katastrofy uległ zniszczeniu | STS-107 Columbia F-28                                 | Specjalista misji (MS-4)                              | 15 dni 22 godziny 20 minut i 22 sekundy               |                                                       |                                                       |
| Czas spędzony w kosmosie – 15 dni 22 godziny 20 minut i 22 sekundy |                                                                                          |                                                       |                                                       |                                                       |                                                       |                                                       |

## Ciekawostka
Zajmowała się krótkofalarstwem, posiadała znak KC5ZSU.